# يلدا رينو
يلدا رينو (بالألمانية: Yelda Reynaud)‏ هي ممثلة نمساوية، ولدت في 17 يناير 1972 بفيينا في النمسا.

## أعمال

### أفلام
- (2007) حافة الجنة[3]

## وصلات خارجية
- يلدا رينو على موقع IMDb (الإنجليزية)
- يلدا رينو على موقع ألو سيني (الفرنسية)
- يلدا رينو على موقع أول موفي (الإنجليزية)
- يلدا رينو على موقع قاعدة بيانات الأفلام السويدية (السويدية)
- يلدا رينو على موقع قاعدة بيانات الفيلم (الإنجليزية)
- يلدا رينو على موقع كينوبويسك (الروسية)